# Критична точка (телепрограма)
«Критична точка» — телепрограма журналістських розслідувань на телеканалі Україна, яка виходила з вересня 2007 року до лютого 2014.

## Формат програми
«Критична точка» — це перший в Україні соціальний телепроєкт у форматі журналістського розслідування. Програма вийшла в ефір у вересні 2007 року.
Ведучі беруть безпосередню участь у створенні програми — виїжджають на зйомки та роблять власні сюжети.
«Критична точка» покликана розповісти про складні життєві ситуації простих українців, які нікого не залишать байдужими. Наша мета — розібратися у конфлікті, надати можливість висловитись усім та допомогти у розв'язанні проблеми.
Журналісти «Критичної точки» не просто висвітлюють резонансні події, а шукають причини конфлікту та об'єктивно вказують на його наслідки.
Телеглядачі можуть розповісти про свої проблеми та стати героями наступних випусків.

## Трансляція програми
Розповсюдження: ефірне — понад 90 % території України, кабельне, супутникове, Інтернет.

### Трансляція
з 17 вересня 2007 до 11 лютого 2013  — понеділок - п'ятниця, 17:15
з 11 лютого 2013 до 28 лютого 2014  — понеділок — п'ятниця, 16:00

### Повтор
понеділок та п'ятниця, 01:00